# Heliconius penelopeia
Heliconius penelopeia är en fjärilsart som beskrevs av Otto Staudinger 1894. Heliconius penelopeia ingår i släktet Heliconius och familjen praktfjärilar. Inga underarter finns listade i Catalogue of Life.